# Tim Farriss
Tim Farriss (ur. 16 sierpnia 1957 w Perth) - muzyk australijski, najstarszy z braci Farriss. Naukę gry na gitarze rozpoczął w wieku 8 lat. W młodości zaprzyjaźnił się z Kirkiem Pengilly'em. Razem z dwójką kolegów założyli zespół Guinness. W 1981 poślubił Buffy, z którą ma dwóch synów: Jake'a i Jamesa. 
W 1977 wraz ze swoimi braćmi, Kirkiem Pengilly, Garrym Gary Beers'em oraz Michaelem Hutchence'em stworzyli nowy zespół The Farriss Brothers, który potem przybrał nazwę INXS.